# Khonsuemheb e il fantasma
Khonsuemheb e il fantasma (o Il fantasma di Nebusemekh), spesso conosciuta semplicemente come Il racconto del fantasma o Una storia di fantasmi, è un antico racconto di fantasmi egizio di autore ignoto risalente al periodo ramesside. Il suo protagonista è un sacerdote di nome Khonsuemheb (reso anche come Khonsemhab, che in entrambi i casi significa "Khonsu è in giubilo") e la storia ruota attorno al suo incontro con uno spettro irrequieto.

## Trama
L'inizio del racconto è andato perduto, ma è implicito che un uomo senza nome aveva dovuto trascorrere la notte accanto a una tomba nella necropoli tebana, solo per essere svegliato da un fantasma che vi risiedeva. Così, l'uomo andò dal sommo sacerdote di Amon, Khonsuemheb, e gli raccontò la sua avventura.
Il testo inizia con Khonsuemheb che chiama gli dei dal suo tetto per evocare lo spettro. Quando giunge il fantasma, Khonsuemheb gli chiede il nome: lo spettro afferma di essere Nebusemekh, figlio di Ankhmen e della signora Tamshas. Khonsuemheb si offre di ricostruire una nuova tomba per il fantasma e di fornirgli una bara dorata di legno di giuggiolo per rappacificarlo, ma lo spettro non è convinto delle intenzioni del sommo sacerdote. Khonsuemheb, seduto accanto al fantasma, piange e desidera condividere il suo sfortunato destino privandosi di cibo, acqua, aria e della luce del giorno.
Poi lo spirito di Nebusemekh narra della sua vita passata, quando era custode dei tesori e ufficiale militare sotto il faraone Rahotep. Quand'era morto nell'estate dell'anno 14mo di regno del faraone Mentuhotep, questo sovrano aveva provveduto per lui un canopo, un sarcofago di alabastro e una tomba a pozzo di dieci cubiti. Nel corso dei secoli, però, la tomba era parzialmente crollata, permettendo così al vento di raggiungere la camera sepolcrale. Rivelò inoltre che, prima di Khonsuemheb, altri si erano offerti di ricostruire la sua tomba senza tuttavia onorare le loro promesse. Khonsuemheb dichiara al fantasma che soddisferà qualsiasi sua richiesta e si offre di inviare dieci dei suoi servi a fare offerte quotidiane sulla sua tomba, ma il fantasma si lamenta che quest'ultima idea non sia di alcuna utilità.
A questo punto il testo si interrompe e il frammento successivo riporta gli sforzi di tre uomini inviati da Khonsuemheb alla ricerca di un luogo adatto per costruire una nuova tomba per il fantasma. Alla fine essi trovano il luogo ideale a Deir el-Bahari, vicino alla strada rialzata del tempio funerario del faraone Mentuhotep II. Gli uomini tornano a Karnak, dove Khonsuemheb sta officiando, e gli riferiscono del luogo che hanno trovato. Quindi, un gioioso Khonsuemheb informa il deputato della tenuta di Amon, Menkau, del suo piano.
Il testo termina improvvisamente qui, ma è probabile che Khonsuemheb sia alla fine riuscito nel suo piano di pacificare il fantasma.

## Fonti frammentarie
La storia, scritta durante la XIX - XX dinastia, è frammentaria perché ricostruita a partire da diversi ostraka oggi a Torino (Museo Egizio, n. S.6619), Vienna (Kunshistorisches Museum, inv. n. 3722a), Parigi (Louvre, n. 667+700) e due a Firenze (Museo Archeologico Nazionale, n. 2616, 2617). Il frammento di Torino fu l'ultimo ad essere scoperto (nel 1905 a Deir el-Medina da Ernesto Schiaparelli), per cui Gaston Maspero nel 1882 aveva dato una diversa ricostruzione del racconto. L'ordine di lettura degli ostraka è stato stabilito come segue:
- Torino, fin dagli esordi;
- Vienna, dalla prima proposta di Khonsuemheb;
- Firenze 1 e 2, poiché Khonsuemheb desidera condividere il destino del fantasma;
- Louvre, la parte finale dopo la pausa, riguardante la ricerca di un nuovo luogo di sepoltura.

Il racconto contiene diversi punti oscuri che erano e sono tuttora aperti a diverse interpretazioni. Uno di questi riguarda l’identità dei due faraoni ritenuti contemporanei di Nebusemekh: il primo è apparentemente Rahotep, uno dei primi sovrani della XVII dinastia, mentre il secondo, Mentuhotep, è una figura problematica, poiché si ritiene che nessun sovrano tebano che porta questo nome e che vive vicino al tempo di Rahotep abbia regnato per almeno 14 anni. Jürgen von Beckerath riteneva che entrambi i nomi reali si riferissero effettivamente a Rahotep, mentre William Kelly Simpson suggerì che l'autore originale intendesse riferirsi a Mentuhotep II dell'XI dinastia, menzionato anche in seguito nel raconto; Simpson sostiene che l'autore fosse piuttosto ignorante in fatto di storia egiziana, poiché Mentuhotep II aveva regnato circa cinque secoli prima di Rahotep.
Nell'antico Egitto i fantasmi (chiamati akh) erano in qualche modo simili a se stessi e le interazioni tra fantasmi e persone viventi erano viste in un modo meno soprannaturale rispetto alle rappresentazioni moderne.